# Dekanat Gródek (diecezja kamieniecka)
Dekanat Gródek – jeden z ośmiu dekanatów katolickich w diecezji kamieniecka na Ukrainie z siedzibą w Gródku.

## Parafie
- Andrzejówka (rejon gródecki) - Parafia Najświętszego Serca Pana Jezusa
- Bedrykowce - Kościół św. Władysława
- Borszczówka - Parafia Miłosierdzia Bożego
- Czemerowce - Parafia Matki Bożej Częstochowskiej
- Czercze - Parafia Trójcy Przenajświętszej
- Gródek - Parafia św. Stanisława B. M.
- Gródek-Marchłówka - Parafia św. Józefa
- Gródek-Wiktoria - Parafia św. Faustyny Kowalskiej
- Jaseniwka - Parafia Podwyższenia Krzyża Świętego
- Jarmolińce - Parafia św. Ap. Piotra i Pawła
- Klinowe (rejon gródecki) - Parafia Matki Bożej Łaskawej
- Kumanowce - Parafia Przemienienia Pańskiego
- Kupin - Parafia Matki Bożej Szkaplerznej
- Kutkowce - Parafia Podwyższenia Krzyża Świętego
- Kuźmin - Parafia św. Michała Archanioła
- Mądrygłowy (rejon gródecki) - Parafia św. Franciszka
- Mychajliwka - Parafia Matki Bożej z Góry Karmel
- Podleśny Oleksiniec (rejon gródecki) - Kościół (w budowie) św. Józefa
- Proskurówka - Parafia Nawiedzenia Najświętszej Maryi Panny
- Satanów - Parafia Najświętszej Maryi Panny Matki Kościoła
- Sołodkowce - Parafia Matki Bożej Szkaplerznej
- Szarawka - Parafia Matki Bożej Różańcowej
- Wińkowce - Parafia św. Antoniego
- Zawadyńce - Parafia Boga Ojca
- Zinków - Parafia Trójcy Przenajświętszej
- Żyszczyńce (rejon gródecki) - Parafia Niepokalanego Serca NMP